# Freddie Mitchell (Musiker)
Freddie Mitchell (* 8. April 1918 in Tampa, Florida; † 9. Juni 2010 in Mount Vernon, New York) war ein US-amerikanischer Jazz- und R&B-Musiker (Tenorsaxophon).

## Leben
Mitchell arbeitete ab Beginn der 1940er-Jahre in der Jazzszene New Yorks und spielte in den Swingorchestern von Fletcher Henderson und Benny Carter, außerdem mit Ovie Alston. 1949 gründete er seine eigene Band, mit der er mit „Doby's Boogie“ einen Hit in der R&B-Hitparade (#3) hatte. Er bildete in den folgenden Jahren die Hausband des Plattenlabels Derby Records, mit der er u. a. bei Aufnahmen von Doc Pomus und Betty McLaurin („Bewitched, Bothered and Bewildered“) mitwirkte. Für Derby nahm er – u. a. mit Jerome Darr und Jerry Blake – auch eine Reihe von Titeln unter eigenem Namen auf wie „Auld Lang Syne Boogie“ (mit Rip Harrigan, Piano) und „Idaho Boogie“, dann für Brunswick, ABC-Paramount („Easter Parade“, 1956) und für Plymouth Record Corporation unter der Bandbezeichnung Hen Gates and His Gaters frühe Rock-’n’-Roll-Nummern. 1952 spielte er in der Begleitband von Big Joe Turner („I'll Never Stop Loving You“). Im Bereich des Jazz und Rhythm & Blues war er zwischen 1941 und 1959 an 37 Aufnahmesessions beteiligt, zuletzt mit King Curtis („Soul Groove“). Mitchell hatte ferner einen Auftritt in dem Alan Freed Musikfilm Rock, Rock, Rock (1956, Regie Will Price).
Ende der 1950er Jahre zog er sich hauptberuflich aus dem Musikgeschäft zurück, um Taxifahrer zu werden, arbeitete aber weiterhin intensiv unter dem Namen Taxi Mitchell.